# Tizi N'Bechar
Tizi N'Bechar (în arabă تيزى نبشار) este o comună din provincia Sétif, Algeria.
Populația comunei este de 21.086 de locuitori (2008).